# أغسطس ن. سامرز
أغسطس ن. سامرز (بالإنجليزية: Augustus N. Summers) هو قاضي ومحامي أمريكي، ولد في 13 يونيو 1856 في شيلبي في الولايات المتحدة، وتوفي في 19 مايو 1927 في سبرينغفيلد في الولايات المتحدة.